# Хэндлер, Эван
Эван Хэндлер (англ. Evan Handler, род. 10 января 1961, Нью-Йорк) — американский актёр. Известен прежде всего по сериалам «Секс в большом городе» и «Блудливая Калифорния».

## Биография
Эван Хэндлер родился 10 января 1961 года в Нью-Йорке. Эван вырос в городе Монтроуз, свою карьеру он начал ещё будучи подростком. Первая картина с его участием вышла на экраны в 1981 году. Эвану удалось поработать с такими выдающимися режиссёрами, как Рон Ховард и Оливер Стоун.
Хэндлер — не только телевизионный актёр. Он играл на Бродвее в знаменитых постановках, среди которых «Я ненавижу Гамлета», «Граница Бродвея», «Воспоминания Брайтон Бич» и «Дитя Соломона».
Эван пишет статьи для ряда изданий, среди которых The New Yorker, ELLE Magazine и USA Weekend.
После роли в знаменитом сериале «Секс в большом городе» Эван принял участие в качестве приглашенной звезды в ряде других популярных проектов — «C.S.I.: Место преступления Майами», «Остаться в живых», «Акула» и др.
С 2007 года Хэндлер играл в сериале «Блудливая Калифорния» роль литературного агента, Чарли Ранкла.

## Фильмография
- «И просто так» (сериал, 2021)
- «Хорошая борьба» (сериал, 2017 — наст. время)
- «Американская история преступлений» (сериал, 2016)
- «Блудливая Калифорния» (сериал, 2007—2014)
- «Необходимая жестокость» (сериал, 2011—2013)
- «Должен ли был Ромео?» (2011)
- «Семейное дерево» (2011)
- «Слишком крут для неудачи» (2011)
- «Секс в большом городе 2» (2010)
- «Секс в большом городе» (2008)
- «Акула» (сериал, 2007)
- «Студия 60 на Сансет-Стрип» (сериал, 2006)
- «Остаться в живых» (сериал, 2006)
- «C.S.I.: Место преступления Майами» (сериал, 2006)
- «Горячие свойства» (сериал, 2005)
- «24» (сериал, 2005)
- «Остаться в живых» 2 сезон,(сериал 2004)
- «Джек и Бобби» (сериал, 2004)
- «Без следа» (сериал, 2004)
- «Друзья», 9 сезон, 11 серия (сериал, 2003)
- «Клиент всегда мёртв» (сериал, 2003)
- «Секс в большом городе» (сериал, 2002—2004)
- «Хранитель» (сериал, 2002)
- «Эд» (сериал, 2001)
- «Западное крыло» (сериал, 2001)
- «Закон и порядок» (сериал, 2000)
- «Три помощника» (2000)
- «Похоже на то, что ты знаешь» (1999)
- «Нью-Йорк под прикрытием» (сериал, 1998)
- «Жатва» (1998)
- «Выкуп» (1996)
- «Одну жизнь прожить» (1996)
- «Прирождённые убийцы» (1994)
- «Милая Лоррейн» (1987)
- «Что, если я гей?» (1987)
- «Война и любовь» (1985)
- «Полиция Майами: Отдел нравов» (сериал, 1985)
- «Дорогой мистер Замечательный» (1981)
- «Отбой» (1981)
- «Избранные» (1981)